# Kusay Huseín
Kusay Sadam Huseín al Tikriti (en árabe: قصي صدام حسين; Bagdad, Irak, 17 de mayo de 1966 - Mosul, Irak,  22 de julio de 2003) fue un político y militar iraquí y el segundo hijo del Presidente de Irak Sadam Huseín. Fue nombrado como aparente sucesor de su padre. También estuvo a cargo de la Guardia Republicana, una rama del ejército iraquí. Aunque tenía un perfil público más bajo en comparación con su hermano Uday, se dice que tuvo un papel clave en el aplastamiento de la oposición durante los levantamientos iraquíes de 1991. Qusay, su hijo Mustafa y su hermano Uday murieron en una redada estadounidense en Mosul en 2003.

## Familia
Kusay Huseín nació el 17 de mayo de 1966 en la ciudad de Bagdad. Fue hijo de Sadam Huseín que, al momento de su nacimiento. estaba en prisión, y su esposa y prima, Sayida Talfah. A diferencia de otros miembros de su familia y del gobierno, se conoce muy poco sobre Kusay, política o personalmente. Se casó con Sahar Maher Abdulrashid; la hija de Maher Abdulrashid, un oficial militar de alto rango, y tuvo tres hijos: Mustafa Kusay (nacido el 3 de enero de 1989 - el 22 de julio de 2003); Yahya Kusay (nacido en 1991) y Yaqub Kusay.

## Antes de la invasión de 2003
Kusay jugó un papel en aplastar el levantamiento chií después de la guerra del Golfo de 1991 y también se cree que fue el cerebro de la destrucción de las marismas del sur de Irak. La destrucción generalizada de estas marismas puso fin a una forma de vida centenaria que prevaleció entre los árabes chiitas que hicieron de los humedales su hogar y arruinaron el hábitat de docenas de especies de aves migratorias. El gobierno iraquí declaró que la acción tenía la intención de producir tierras de labranza utilizables, aunque una cantidad de extranjeros creen que la destrucción fue dirigida contra los árabes de las marismas como castigo por su participación en el levantamiento de 1991.
El hermano mayor de Kusay, Uday, fue visto como el heredero de Sadam hasta que sufrió heridas graves en un intento de asesinato en 1996. A diferencia de Uday, que era conocido por la extravagancia y el comportamiento errático y violento, Kusay Huseín mantuvo un perfil bajo.
Disidentes iraquíes afirman que Kusay fue responsable del asesinato de muchos activistas políticos. El periódico Sunday Times informó de que Kusay ordenó el asesinato de Khalis Mohsen al Tikriti, un ingeniero de la organización de industrialización militar, porque creía que Mohsen estaba planeando abandonar Irak. En 1998, los grupos de oposición iraquíes acusaron a Kusay de ordenar la ejecución de miles de presos políticos después de que cientos de reclusos fueron ejecutados de forma similar para dejar espacio a nuevos prisioneros en las atestadas cárceles.
El servicio de Kusay en la Guardia Republicana Iraquí comenzó en 2000. Se cree que se convirtió en el supervisor de la Guardia y el jefe de las fuerzas de seguridad interna (posiblemente la Organización de Seguridad Especial (SSO)) y tenía autoridad sobre otras unidades militares iraquíes.

## Muerte

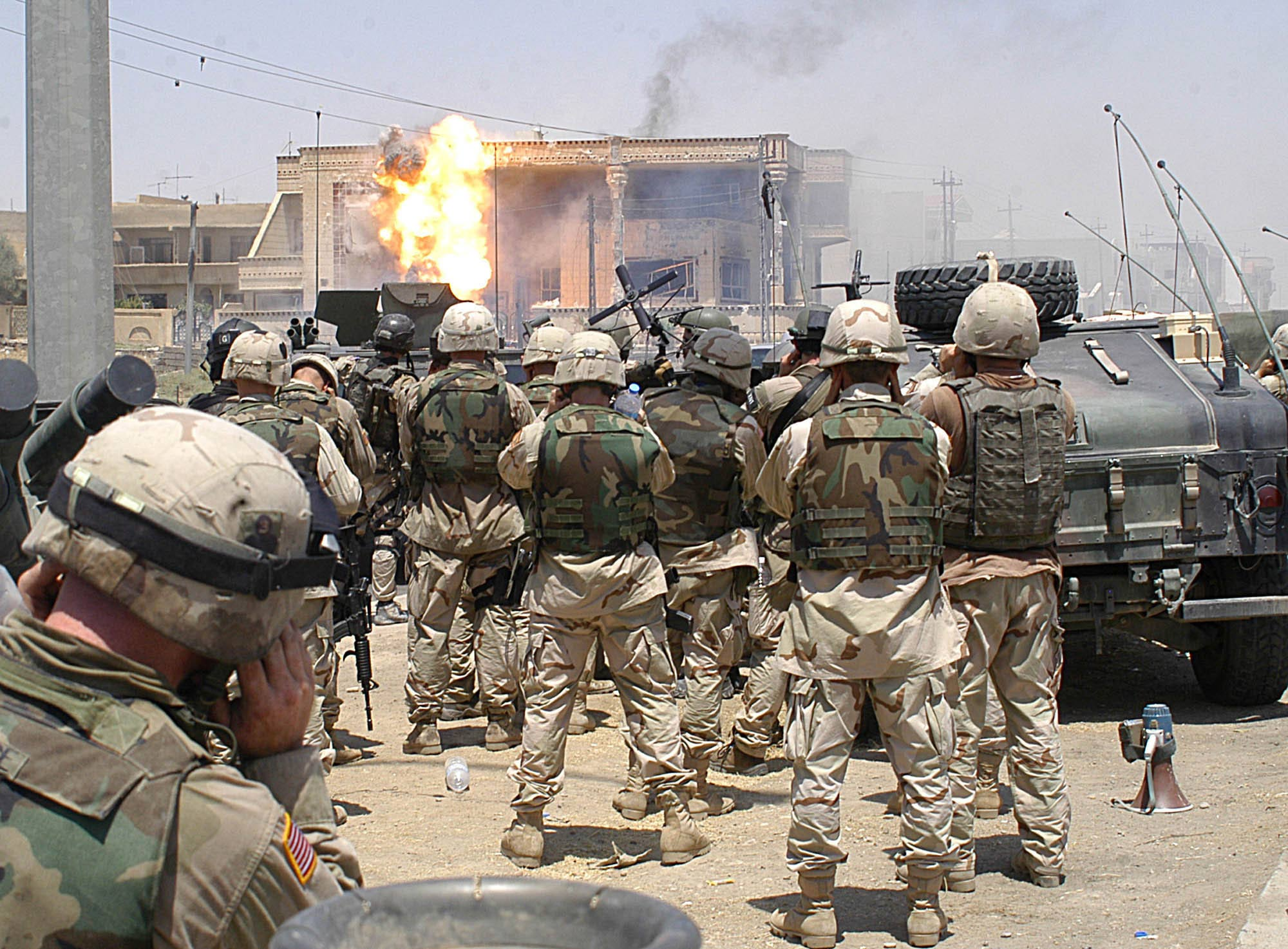
Soldados estadounidenses observan como un misil impacta en el frente de la casa.

El 22 de julio de 2003, la Task Force 20, ayudada por tropas de la 101.ª División Aerotransportada del Ejército de los Estados Unidos, rodeó a Uday, Kusay y su hijo Mustafa, de 14 años, durante un ataque contra una casa en la ciudad iraquí de Mosul. Uday había sido el «As de Corazones» en la baraja iraquí de los más buscados (con Kusay siendo el «As de Tréboles»). Siguiendo el consejo de un iraquí no identificado, el elemento de bloqueo de la 101 División Aerotransportada brindó seguridad mientras los operadores de la Task Force 20 intentaron aprehender a los habitantes de la casa. Hasta 200 soldados estadounidenses, más tarde con la ayuda de helicópteros OH-58 Kiowa y un A-10 "Warthog", rodearon y dispararon contra la casa, matando así a Uday, Kusay y el hijo de Kusay. Después de aproximadamente cuatro horas de batalla, los soldados entraron a la casa y encontraron cuatro cuerpos, incluido el guardaespaldas de los hermanos Huseín.
Más tarde, el comando estadounidense dijo que los registros dentales habían identificado de manera concluyente a dos de los hombres muertos como hijos de Sadam Huseín. También anunciaron que el informante (posiblemente el propietario de la villa en Mosul en el que los hermanos fueron asesinados) recibiría la recompensa combinada de 30 millones de dólares que anteriormente se ofrecía para su captura.
La Administración de EE. UU. publicó imágenes gráficas de los cuerpos de los hermanos Huseín. Esto fue criticado y la respuesta de los militares estadounidenses fue señalar que estos hombres no eran combatientes comunes y expresar la esperanza de que la confirmación de las muertes ayudaría a sanar al pueblo iraquí. Fue enterrado en un cementerio cerca de Tikrit junto a Uday y Mustapha Huseín.
Esa noche, y varias noches después de la muerte de Uday y Kusay Huseín, se escucharon disparos de celebración en todo Bagdad.

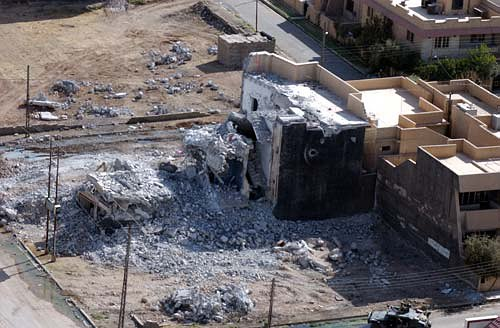
La casa de Uday Huseín después del ametrallamiento y bombardeo.